# Elecciones presidenciales de Sudáfrica de 2018
Se celebraron elecciones presidenciales indirectas en la Asamblea Nacional de Sudáfrica el 15 de febrero de 2018 tras la renuncia de Jacob Zuma el 14 de febrero. El presidente interino Cyril Ramaphosa del gobernante Congreso Nacional Africano ganó las elecciones sin oposición debido a que ningún otro partido nominaba a un candidato. Ramaphosa fue juramentado por el presidente del Tribunal Supremo Mogoeng Mogoeng a las 5 p. m., el 15 de febrero de 2018.

## Antecedentes
Tras el anuncio de la renuncia del presidente Jacob Zuma el 14 de febrero de 2018 y el recibo oficial de una carta de renuncia del presidente del Parlamento durante la mañana del 15 de febrero, se convocó al Parlamento para elegir un nuevo presidente.
El presidente de Sudáfrica es elegido por los miembros de la Asamblea Nacional, la cámara baja del Parlamento. La cámara alta, el Consejo Nacional de Provincias, no participa en las elecciones.
En una conferencia de prensa antes de la sesión, Julius Malema, líder de Luchadores por la Libertad Económica, anunció que su partido no participará en las elecciones.

## Elección
Poco después del comienzo de la sesión del Parlamento, la EFF se opuso a la legitimidad del proceso, afirmando que el parlamento debería disolverse y convocarse una elección general. Todos los miembros de EFF se marcharon.
El presidente del Tribunal Constitucional, Mogoeng Mogoeng, presidió la elección. Comenzó los procedimientos leyendo la carta de renuncia de Zuma. Las partes tradicionalmente nominan a sus respectivos líderes como candidatos. Cyril Ramaphosa, líder del Congreso Nacional Africano y presidente interino desde la renuncia de Zuma, fue el único nominado. Por lo tanto, no hubo votación y Ramaphosa fue declarado debidamente elegido. Así no había ninguna papeleta y Ramaphosa estuvo declarado duly eligió.

## Reacciones
- Mosiuoa Lekota, líder del Congreso del Pueblo, se opuso a la nominación de Ramaphosa y dijo que su partido llevará el asunto al Tribunal Constitucional.[9]

- Mmusi Maimane, líder de la Alianza Democrática, felicitó al presidente Ramaphosa, pero recordó a la cámara su propuesta de disolución del Parlamento y convocar a elecciones generales anticipadas.[10]

## Juramento
En una breve ceremonia en Tuynhuys, la oficina de la Presidencia en Ciudad del Cabo, el presidente electo Ramaphosa prestó juramento como el quinto presidente de Sudáfrica después del apartheid, poco después de las 17:00 SAST (15:00 UTC) del 15 de febrero por el presidente del Tribunal Constitucional.